# (85215) Hohenzollern
(85215) Hohenzollern est un astéroïde de la ceinture principale.

## Description
(85215) Hohenzollern est un astéroïde de la ceinture principale. Il fut découvert le 26 septembre 1992 à Tautenburg par Freimut Börngen et Lutz Dieter Schmadel. Il présente une orbite caractérisée par un demi-grand axe de 2,64 UA, une excentricité de 0,18 et une inclinaison de 4,5° par rapport à l'écliptique.

## Compléments